# هامو آمیرخانیان

هامو آمیرخانیان (ارمنی: Համո Ազիզի Ամիրխանյան؛  زادهٔ ۱۰ مهٔ ۱۹۰۶ - درگذشته ۱۶ نوامبر ۱۹۸۶) تاریخ‌نگار ادبی، ویراستار، روزنامه‌نگار اهل ارمنستان بود.

## زندگی‌نامه
وی در ۱۰ مهٔ ۱۹۰۶ در ماشکاگتاک به دنیا آمد و از دانشگاه تربیت مدرس جمهوری آذربایجان فارغ‌التحصیل گشت. همچنین برندهٔ جوایزی همچون نشان پرچم سرخ کار شده‌است. وی در۱۶ نوامبر ۱۹۸۶ در سن ۸۰ سالگی در باکو درگذشت.